# Суперкубок Оману з футболу 2000
Суперкубок Оману з футболу 2000  — 2-й розіграш турніру. Матч відбувся 5 жовтня 2000 року між чемпіоном Оману клубом Аль-Оруба та володарем кубка Оману клубом Дофар.
| Володар Суперкубка Оману 2000 |
| ----------------------------- |
|                               |
| Аль-Оруба Перший титул        |

## Матч

### Деталі
| 5 жовтня 2000 |

| Аль-Оруба | 1:1 пен. 10:9 | Дофар |
| --------- | ------------- | ----- |
|           |               |       |

|  |